# Postmortale fotografie

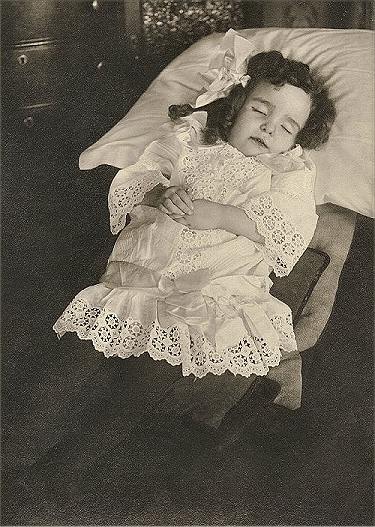
Meisje opgebaard op een bed

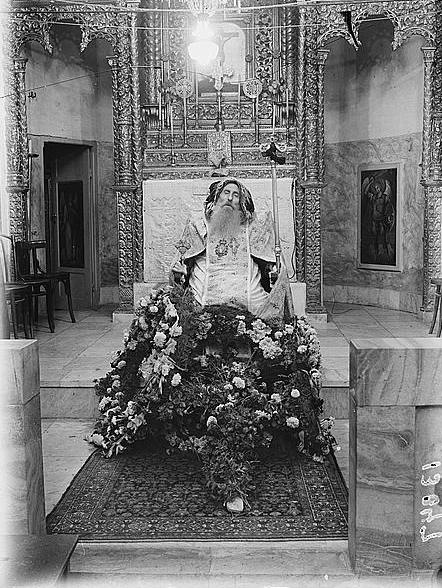
Op zijn troon opgebaarde Syrische bisschop, ca. 1945

Postmortale fotografie, ook post-mortemfotografie genoemd, is het fotograferen van overledenen, vaak jonggestorven kinderen.

## Geschiedenis
Met de uitvinding van de fotografie, beginnend met de daguerreotypie in 1839, kwam voor een grote groep mensen het maken van een afbeelding als herinnering aan een overledene binnen bereik. Het dure portretschilderen, dat daarvoor gebruikelijk was geweest, was alleen voor de elite weggelegd. Voor de lagere inkomens was een postmortale foto desalniettemin vrij kostbaar en vaak het enige portret van de overledene. De kindersterfte in de 19e eeuw was vrij hoog: vaak overleden meerdere kinderen binnen een gezin. Mede daardoor zijn er veel postmortale foto's van kinderen gemaakt. Voor de ouders was dat vaak de enige afbeelding van hun kind. Met de verdere ontwikkeling van de fotografie werd het al mogelijk om meerdere afdrukken te maken en die naar familie en kennissen te sturen, omdat die vaak vanwege de grote afstanden niet bij de begrafenis aanwezig konden zijn.

## Pose
De oudste postmortale foto's waren meestal close-ups van het gezicht of van het hele lichaam, maar zelden in een doodskist. De overledene werd, in zijn mooiste kleren, meestal gefotografeerd als in diepe slaap, of zo geposeerd alsof de persoon nog leefde. Kinderen werden opgebaard op een bank of bed, in een kinderwagen of wieg, vaak met een favoriet speeltje of bloemen. Ook poseerden in veel foto's één of beide ouders met hun overleden kind. Soms werd er alles aan gedaan om de overledene zo levend mogelijk te laten lijken door de ogen te openen en rechtop op een stoel of bank te poseren. De fotograaf tekende ook wel open ogen op de afdruk en bracht een roze/rode kleur aan op de wangen.
Na verloop van tijd werd het steeds gewoner om de overledenen in een open kist te fotograferen met heel veel bloemen en soms met familieleden eromheen. Met name in (Oost-) Europa was dit heel gebruikelijk.

## Tegenwoordig
Het hoogtepunt van de postmortale fotografie lag rond het eind van de 19de eeuw. In de loop van de 20e eeuw, met de opkomst van de betaalbare camera voor iedereen, werden er steeds minder foto's gemaakt van overledenen. Er is zelfs een tijd een taboe op geweest, hoewel er heden ten dage weer meer belangstelling voor lijkt te zijn. Op internet zijn veel persoonlijke in memoriamsites te vinden met foto's van overledenen, met name baby's en kleine kinderen.

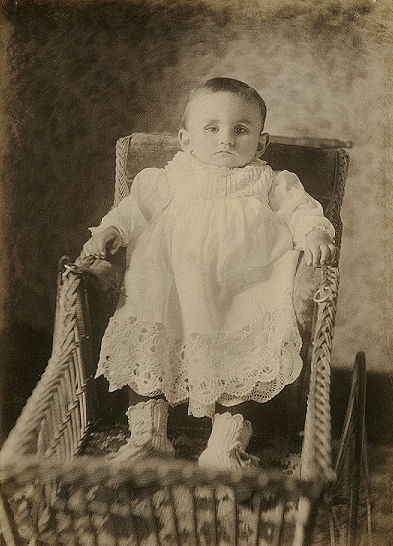
Baby geposeerd zittend in een kinderwagen
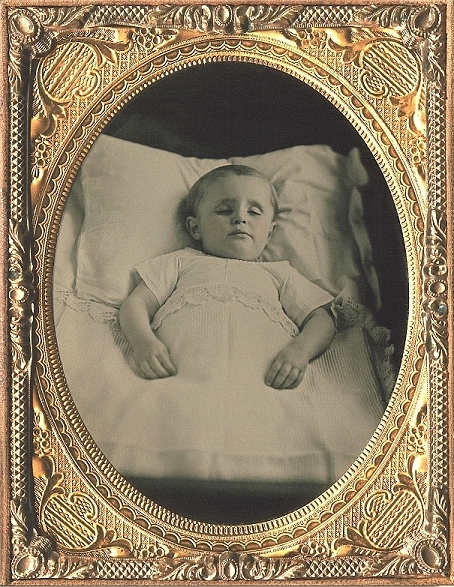
Kleine jongen, genaamd William, opgebaard
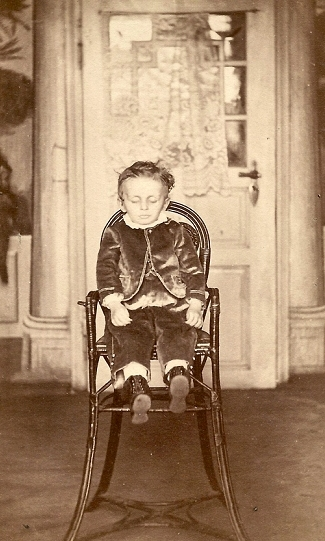
Jongen op een hoge stoel